# کشتار باکلان

باکلان دوکاکل

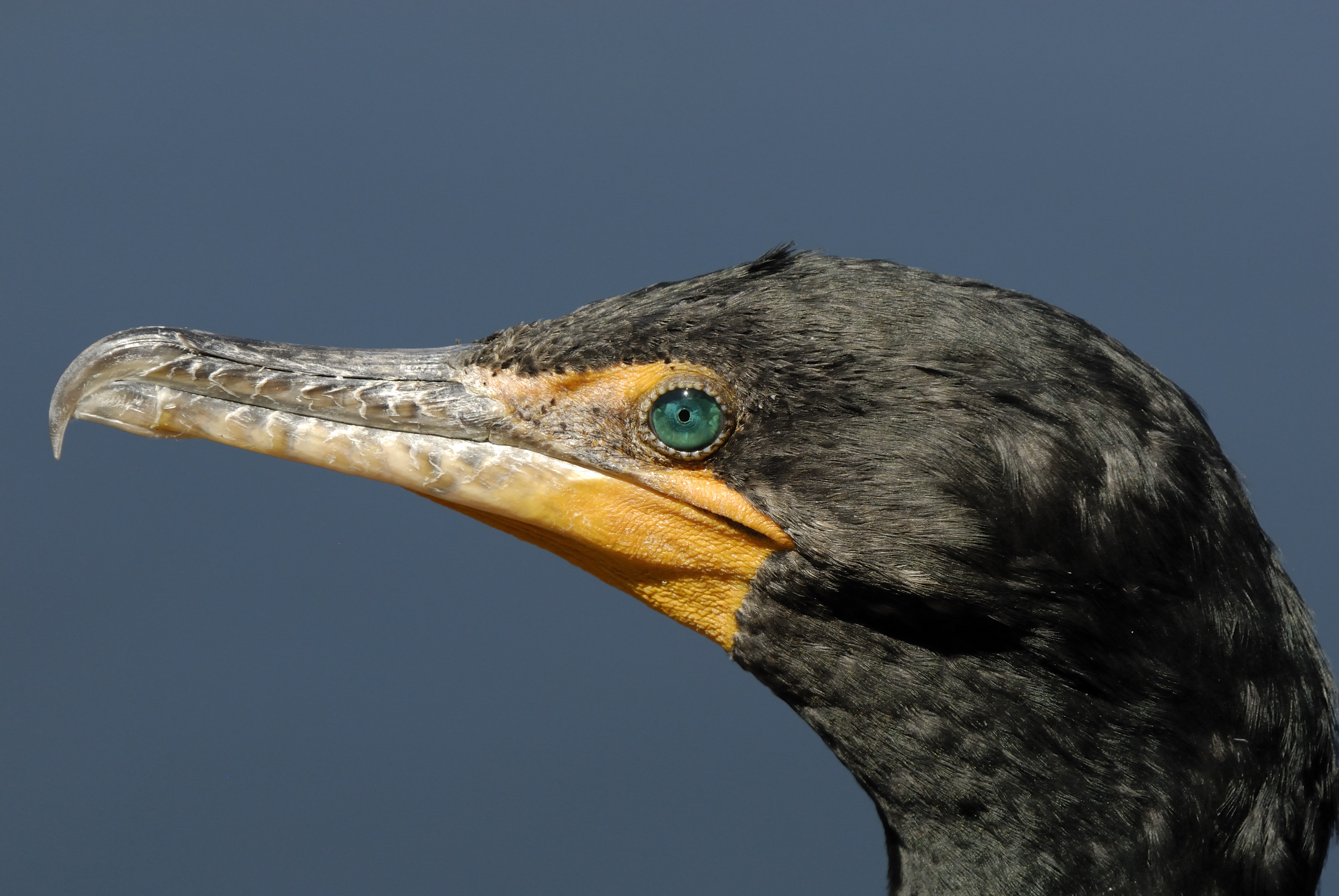
باکلان دوکاکل

کشتار باکلان (به انگلیسی: Cormorant culling) کشتن عمدی باکلان توسط انسان به منظور مدیریت حیات وحش است. سده‌هاست که این کار انجام می‌شود و حامیان معدوم‌سازی عموماً از جامعه ماهی‌گیران برمی‌خیزند. تکنیک‌های حذف ممکن است شامل کشتن پرندگان، از بین بردن تخم‌ها یا هر دو باشد. از لحاظ تاریخی، کشتارها برای محافظت از منافع ماهیگیران تفریحی و تجاری که تصور می‌کنند، جانوران برای صید مورد نظرشان یا برای شکار صید مورد نظرشان با آنها رقابت می‌کنند، اتفاق افتاده است. از دهه ۱۹۶۰، صنعت رو به رشد آبزی‌پروری برای حفاظت از ذخایر ماهیان پرورشی و سخت‌پوستان خود، کشتار باکلان را انجام داده است. مخالفان کشتار باکلان شامل گروه‌های حفاظتی مانند انجمن ملی آدوبون، Cormorant Defenders International و Sea Shepherd هستند.

## گونه‌های هدف
گونه‌های هدف عمدتاً باکلان دوکاکل در آمریکای شمالی و باکلان بزرگ در اروپا، ژاپن و استرالیا هستند. باکلان سیاه کوچولو نیز در استرالیا هدف حمله قرار گرفته است. در آفریقا باکلان ندم‌دراز مورد هدف قرار می‌گیرد و تیراندازی می‌شود.

## کشتار بر اساس منطقه
کشتار باکلان در بسیاری از کشورها از جمله استرالیا، بریتانیا، آلمان، استونی، ژاپن، ایالات متحده و کانادا رخ داده است.

## جایگزین‌های کشتار
توجیه اولیه برای کشتار باکلان‌ها کاهش فشار بر جمعیت ماهیان وحشی یا پرورشی است. گفته می‌شود که انسان از طریق صید بی‌رویه، ورود گونه‌های بیگانه و آلودگی به شیلات و اکوسیستم‌های آبی آسیب وارد کرده است. همچنین پیشنهاد شده است که پول صرف‌شده برای مدیریت باکلان‌ها می‌تواند در کاهش آلودگی سواحل، حفاظت از زمین‌ها و مناطق حفاظت‌شدهٔ دریایی، و کمک به تولیدکنندگان آبزی‌پروری و ماهیگیران برای توسعه شیوه‌های جدید حفاظت از پرندگان استفاده شود.